# Ганнівка (Самарівський район)
Га́ннівка — село в Україні, у Перещепинській міській громаді Самарівського району Дніпропетровської області. Населення за переписом 2001 року становить 266 осіб.

## Географія
Село Ганнівка знаходиться на правому березі каналу Дніпро — Донбас, вище за течією на відстані 1,5 км розташоване село Керносівка, нижче за течією на відстані 0,5 км розташоване село Орілька. Поруч проходить автомобільна дорога Т 0412.

## Історія
Станом на 1886 рік в селі Панасівської волості мешкало 304 особи, налічувалось 53 двори, працював цегельний завод.

## Населення

### Мова
Розподіл населення за рідною мовою за даними перепису 2001 року:
| Мова       | Кількість | Відсоток |
| ---------- | --------- | -------- |
| українська | 262       | 98.5%    |
| російська  | 4         | 1.5%     |
| Усього     | 266       | 100%     |

## Постаті
- Паращенко Андрій Васильович (1991—2014) — старший солдат Збройних сил України, загинув під Вуглегірськом.
- Яковлев Олег Миколайович (1973—2014) — сержант Збройних сил України, учасник російсько-української війни, загинув під Іловайськом.